# Caraibodesmus verrucosus
Caraibodesmus verrucosus är en mångfotingart som först beskrevs av Pocock 1894.  Caraibodesmus verrucosus ingår i släktet Caraibodesmus och familjen Chelodesmidae. Inga underarter finns listade i Catalogue of Life.